# Матье Анжуйский
Матье Анжуйский (Mathieu d'Anjou, также известный как Mathieu d'Angers) — католический церковный деятель XII века. Получил степень магистра. На консистории в декабре 1178 года был провозглашен кардиналом-священником с титулом церкви Сан-Марчелло. Участвовал в Третьем Латеранском соборе и в выборах папы 1181 года (Луций III).